# Gommegnies
Gommegnies est une commune française située dans le département du Nord, en région Hauts-de-France.

## Géographie

### Description
Gommegnies est située entre Le Quesnoy et Bavay, à 15 km de Valenciennes et 20 km de Maubeuge, administrativement en Avesnois et historiquement dans le Hainaut.
Le village s'étend le long de l'ancienne voie romaine conduisant de Bavay à Vermand.
Le village est placé à la lisière de la forêt de Mormal et comprend 38 km de rues macadamisées, mais celles-ci sont entrecoupées de petits sentiers appelés « caches » par les Gommegnions (venant du mot châsses) qui, autrefois, permettaient aux villageois de s'y cacher pour fuir l'ennemi en cas de conflit, ensuite empruntés par les chasseurs. De nos jours, ils servent de raccourcis et de lieux de promenades (cf. Un toponyme normano-picard : la cache au sens de "chemin de desserte").

### Communes limitrophes
|           | Preux-au-Sart | Amfroipret |
| Frasnoy   | Gommegnies    |            |
| Villereau |               | Locquignol |

### Hydrographie

#### Réseau hydrographique
La commune est située dans le bassin Artois-Picardie. Elle est drainée par l'Aunelle, le ruisseau de Carnoy, le ruisseau Des Bultiaux, le Brai Moulcon, le Grenadier, le ruisseau de la Fourcière, le ruisseau de la Marette, le ruisseau Des Prés massin et divers autres petits cours d'eau,.
L'Aunelle, d'une longueur de 27 km, prend sa source dans la commune de Locquignol et se jette  dans l'Hogneau à la frontière franco-belge en face de Quiévrain et Hensies.
Les nappes phréatiques sont proches de la surface (environ à 2 à 3 mètres du sol en hiver), expliquant le grand nombre de puits sur le territoire de la commune et le fort étalement urbain de la commune, antérieur au XIXe siècle.Les caves des anciennes fermes laitières, très humides, étaient utilisés pour la fabrication de fromage.

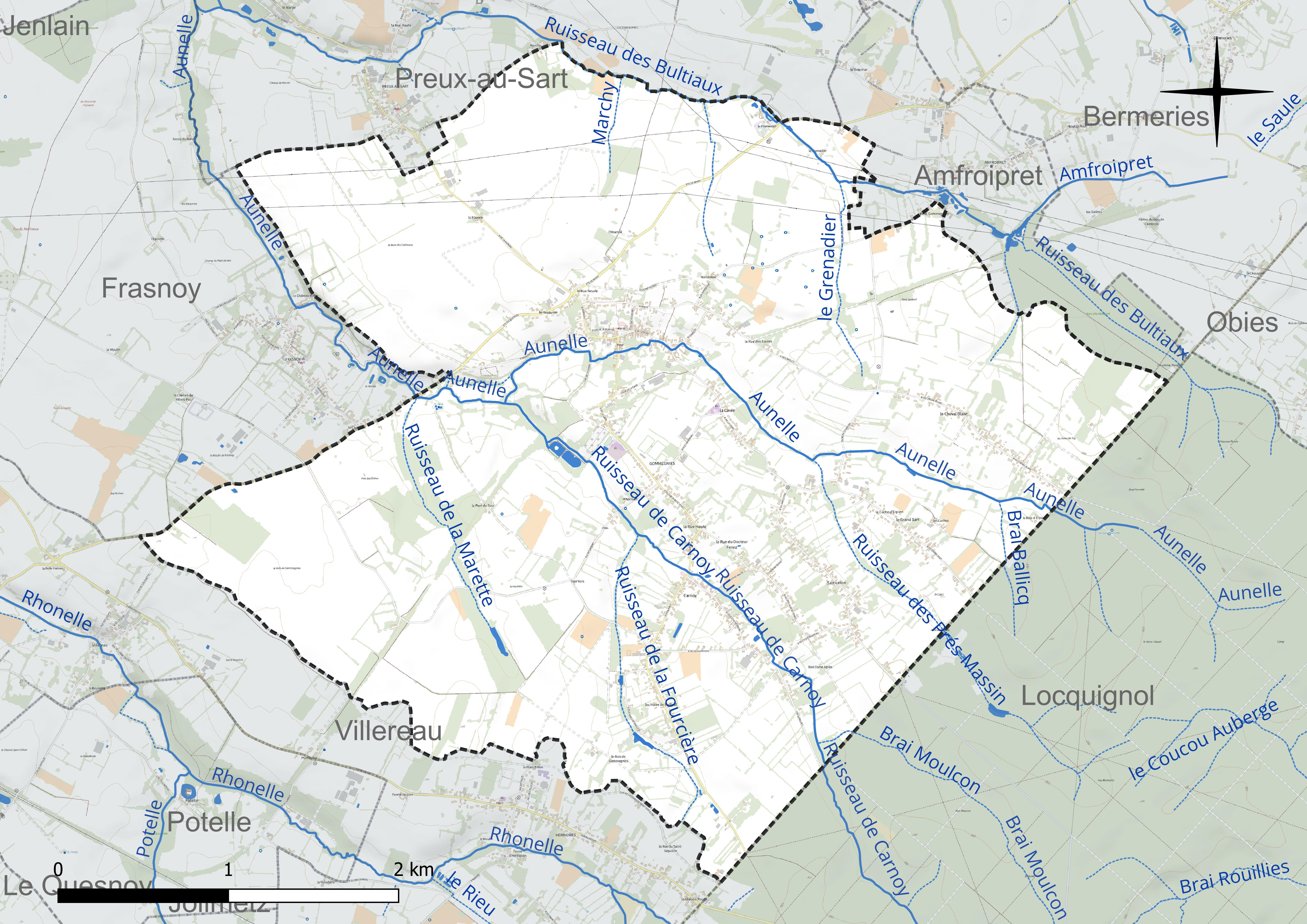
Réseau hydrographique de Gommegnies.

#### Gestion et qualité des eaux
Le territoire communal est couvert par le schéma d'aménagement et de gestion des eaux (SAGE) « Escaut ». Ce document de planification concerne un territoire de 2 005 km2 de superficie, délimité par le bassin versant de l'Escaut. Le périmètre a été arrêté le 9 juin 2006 et le SAGE proprement dit a été approuvé le 13 juillet 2021. La structure porteuse de l'élaboration et de la mise en œuvre est le syndicat mixte Escaut et Affluents (SyMEA).
La qualité des cours d'eau peut être consultée sur un site dédié géré par les agences de l'eau et l'Agence française pour la biodiversité.

### Climat
Pour des articles plus généraux, voir Climat des Hauts-de-France et Climat du Nord.
En 2010, le climat de la commune est de type climat des marges montargnardes, selon une étude du CNRS s'appuyant sur une série de données couvrant la période 1971-2000. En 2020, Météo-France publie une typologie des climats de la France métropolitaine dans laquelle la commune est exposée à un climat océanique altéré et est dans la région climatique  Nord-est du bassin Parisien, caractérisée par un ensoleillement médiocre, une pluviométrie moyenne régulièrement répartie au cours de l'année et un hiver froid (3 °C).
Pour la période 1971-2000, la température annuelle moyenne est de 9,8 °C, avec une amplitude thermique annuelle de 14,9 °C. Le cumul annuel moyen de précipitations est de 817 mm, avec 12,5 jours de précipitations en janvier et 9,8 jours en juillet. Pour la période 1991-2020, la température moyenne annuelle observée sur la station météorologique la plus proche, située sur la commune de Valenciennes à 16 km à vol d'oiseau, est de 11,0 °C et le cumul annuel moyen de précipitations est de 694,1 mm,. Pour l'avenir, les paramètres climatiques de la commune estimés pour 2050 selon différents scénarios d'émission de gaz à effet de serre sont consultables sur un site dédié publié par Météo-France en novembre 2022.

## Urbanisme

### Typologie
Au 1er janvier 2024, Gommegnies est catégorisée commune rurale à habitat dispersé, selon la nouvelle grille communale de densité à sept niveaux définie par l'Insee en 2022.
Elle appartient à l'unité urbaine de Gommegnies, une agglomération intra-départementale regroupant trois  communes, dont elle est ville-centre,,. Par ailleurs la commune fait partie de l'aire d'attraction de Valenciennes (partie française), dont elle est une commune de la couronne,. Cette aire, qui regroupe 102 communes, est catégorisée dans les aires de 200 000 à moins de 700 000 habitants,.

### Occupation des sols
L'occupation des sols de la commune, telle qu'elle ressort de la base de données européenne d'occupation biophysique des sols Corine Land Cover (CLC), est marquée par l'importance des territoires agricoles (87,8 % en 2018), une proportion sensiblement équivalente à celle de 1990 (88 %). La répartition détaillée en 2018 est la suivante : 
prairies (57,6 %), terres arables (23,6 %), zones urbanisées (12,1 %), zones agricoles hétérogènes (6,6 %), forêts (0,1 %). L'évolution de l'occupation des sols de la commune et de ses infrastructures peut être observée sur les différentes représentations cartographiques du territoire : la carte de Cassini (XVIIIe siècle), la carte d'état-major (1820-1866) et les cartes ou photos aériennes de l'IGN pour la période actuelle (1950 à aujourd'hui).

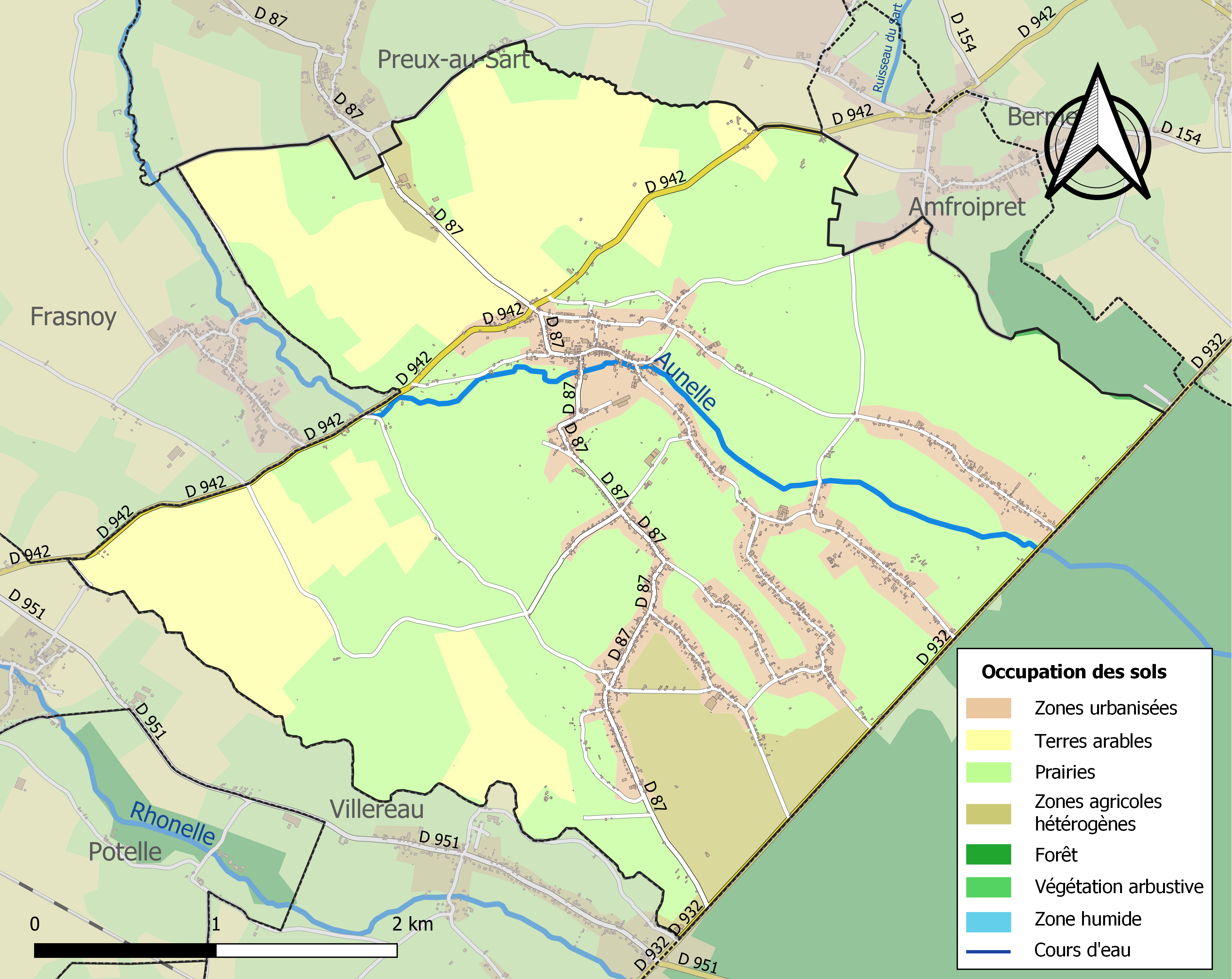
Carte des infrastructures et de l'occupation des sols de la commune en 2018 (CLC).

## Toponymie
C'est sous le règne de Bauduin III (1098-1120) qu'apparut pour la première fois le mot de Gommegnies sous le nom de son seigneur, « Alulfus de Gumenies » que l'on trouve, en 1117, dans une charte en faveur de Saint Denys de Brocqueroye.
Intégré à Gommegnies, on trouve le hameau de Carnoy à proximité de la foret de Mormal, Carnoy signifiant "le lieu où poussent les charmes".

## Histoire
Des tombeaux romains avec objets et monnaies des empereurs Gallien, Claude, Tétricus, sont trouvés en 1854, près de la chaussée (voie romaine qui continue jusqu'à Bavay).
La terre de Gommegnies était une seigneurie dans la France d'ancien régime. Elle a été érigée en comté, par lettres données à Bruxelles le 8 février 1614 en faveur de Guillaume baron de Hamal-Moncheaux et Gomegnies, dont la famille a possédé jadis le comté de Looz. Elle est venue se fixer en Brabant, Namur, Hainaut, où elle s'est alliée aux Trasegnies qui descendent des anciens comtes de Hainaut.
À la fin du XVIIIe - début du XIXe siècle, Théodore-Joseph de Franeau d'Yon (1750-1814) est comte de Gommegnies. Fils de Nicolas-Joseph et d'Isabelle-Maximilienne d'Yve (Famille d'Yve), il nait à Valenciennes le 4 juillet 1750, devient capitaine au régiment de Maine, chevalier de Saint-Louis, et meurt à Mons le 21 mai 1814. Il épouse par contrat du 29 janvier 1803 Marie-Charlotte-Waudru Obert (1775-1808). Fille de Zacharie-Vincent-Koseph, écuyer, seigneur de Montreuil, Beauregard, Quiévy, membre de l'État noble de Hainaut par réception du 17 décembre 1771, chevalier de la noble et souveraine cour de Mons le 28 avril 1774, reconnu noble avec le titre de vicomte par Guillaume Ier, et d'Isabelle-Françoise-Catherine de la Marlière, elle nait à Thoricourt le 5 août 1775, devient chanoinesse d'honneur de l'abbaye Saint-Pierre de Poulangy et meurt à Mons le 21 avril 1808.
A la fin des guerres napoléoniennes, des troupes russes sont cantonnées. Une partie des récoltes de l'année 1816 sera utilisé par les troupes russes.
Vers 1850 une grave série d'incendies criminels pousse les autorités locales à transférer temporairement la garnison de Le Quesnoy à Gommegnies, les soldats logeant chez les habitants.
À la fin de la Première Guerre mondiale (1914-1918), après avoir été occupée par les troupes allemandes, Gommegnies est libérée les 4 et 5 novembre 1918 par les troupes alliées néo-zélandaises et anglaises.
Après la guerre de 1870 et jusqu'à la seconde guerre mondiale ,Gommegnies fait partie du secteur fortifié de Maubeuge : important dispositif de fortifications (blockhaus,casemates, forts,...) visant à protéger le saillant de Maubeuge et la ville de Maubeuge contre toute offensive allemande. Entre les deux guerres mondiales, le secteur fortifié de Maubeuge est un élément de la ligne Maginot.

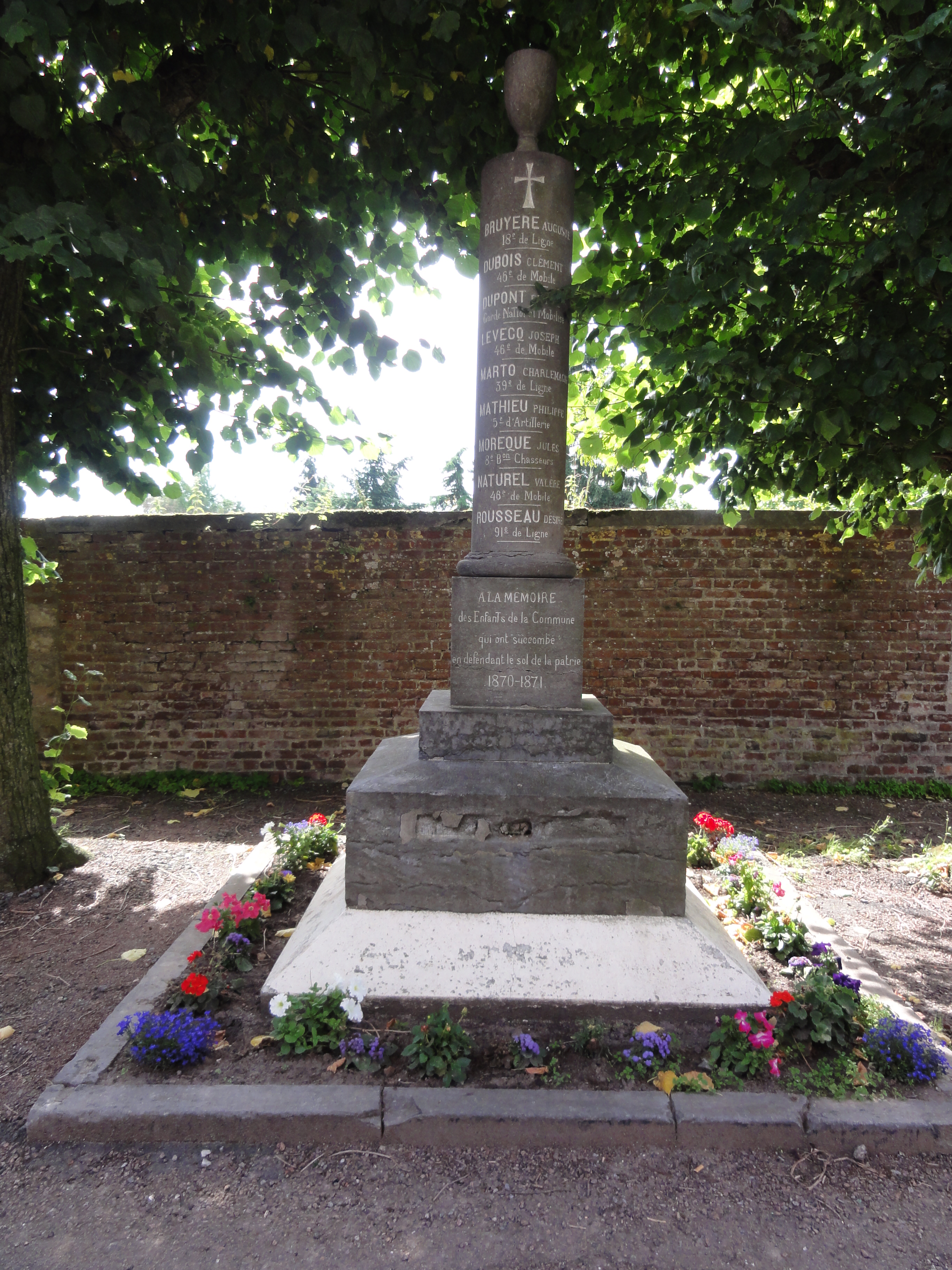
Monument 1870-1871.
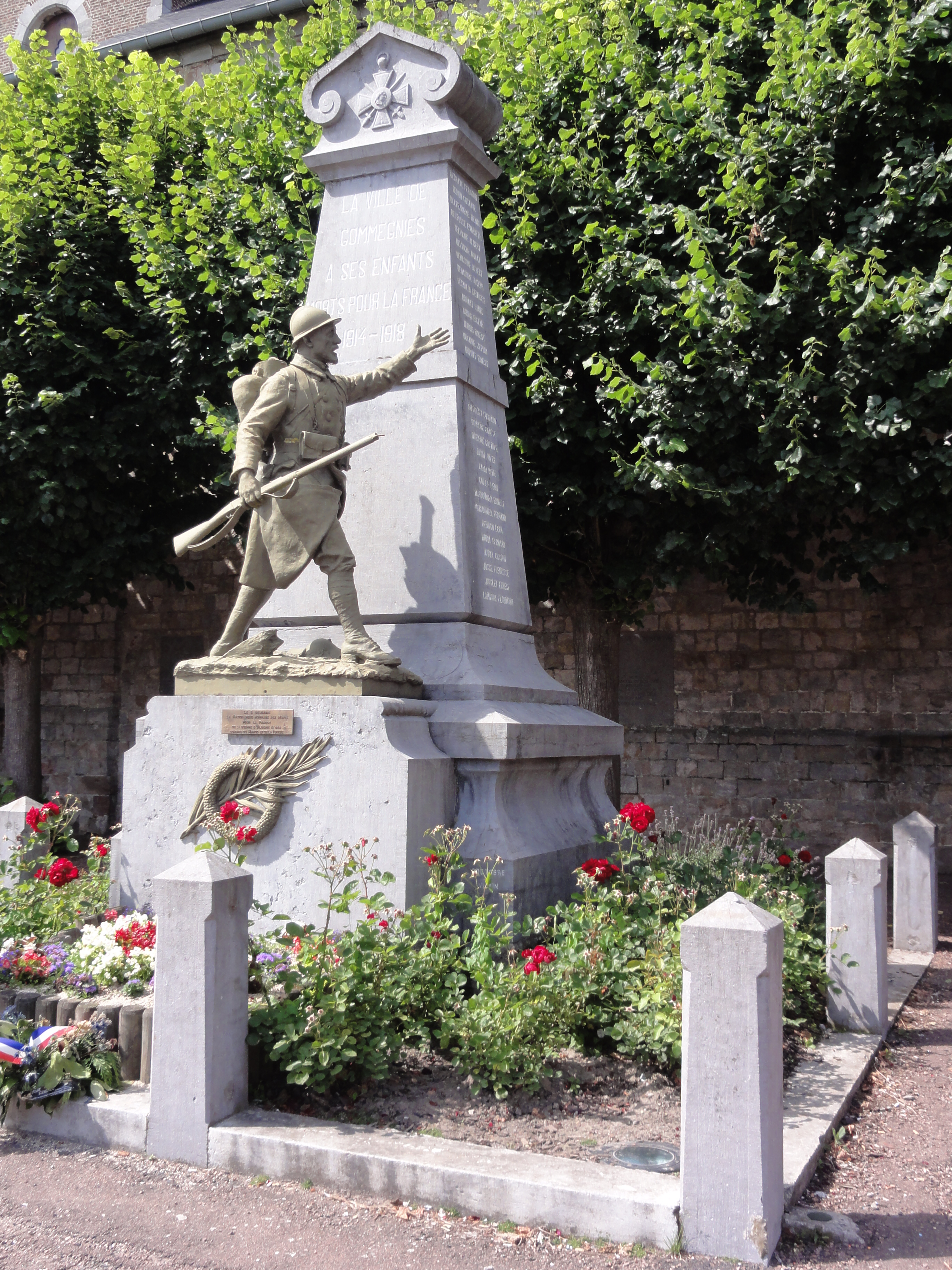
Monument 1914-1918.

## Politique et administration

### Rattachements administratifs et électoraux
Rattachements administratifs
La commune se trouve dans l'arrondissement d'Avesnes-sur-Helpe du département du Nord.
Elle faisait partie depuis 1801 du canton du Quesnoy-Est. Dans le cadre du redécoupage cantonal de 2014 en France, cette circonscription administrative territoriale a disparu, et le canton n'est plus qu'une circonscription électorale.
Rattachements électoraux
Pour les élections départementales, la commune fait partie depuis 2014 du canton d'Aulnoye-Aymeries
Pour l'élection des députés, elle fait partie de la douzième circonscription du Nord.

### Intercommunalité
Le bourg était le siège de la communauté de communes des Vallées de l'Aunelle et de la Rhônelle, (VVVAR) un  établissement public de coopération intercommunale (EPCI) à fiscalité propre créé fin 1992.
Celle-ci a fusionné avec la communauté de communes du Pays Quercitain pour formet en 2006 la communauté de communes du Quercitain, dont le siège était au Quesnoy.
Dans le cadre de la mise en œuvre du schéma départemental de coopération intercommunale du  Nord, cette intercommunalité fusionne avec ses voisines pour former le 1er janvier 2014 la communauté de communes du Pays de Mormal, dont est désormais membre la commune.

### Liste des maires
Maire en 1802-1803 : P. J. Levecq.
Maire en 1807 : Evrard.

Maire en 1939 : Lhussier.
| Période                                  | Période                   | Identité                                  | Étiquette | Qualité                                                                                |
| ---------------------------------------- | ------------------------- | ----------------------------------------- | --------- | -------------------------------------------------------------------------------------- |
| Les données manquantes sont à compléter. |                           |                                           |           |                                                                                        |
| 1908                                     | 1913                      | Célestin Hennion                          |           | Directeur de la sûreté générale Préfet de police de Paris (1913 → 1914) Démissionnaire |
| Les données manquantes sont à compléter. |                           |                                           |           |                                                                                        |
| 1925                                     | 1930                      | Clotaire Lhussier                         |           | Agriculteur                                                                            |
| Les données manquantes sont à compléter. |                           |                                           |           |                                                                                        |
| 1944                                     | 1947                      | Pacifique Prévost                         |           |                                                                                        |
| 1947                                     | 1950                      | Kléber Postic                             |           |                                                                                        |
| 1950                                     | mars 1965                 | Pacifique Prévost                         |           |                                                                                        |
| mars 1965                                | mars 1983                 | Léandre Brasseur                          |           |                                                                                        |
| mars 1983                                | juin 1995                 | Charles Fiérain                           |           |                                                                                        |
| juin 1995                                | avril 2014                | Michel Copros                             | PS        | Médecin libéral puis médecin-chef à l'hôpital du Quesnoy                               |
| avril 2014                               | mai 2020                  | Jean-Yves Fiérain Fils de Charles Fiérain | DVD       | Retraité de l'enseignement                                                             |
| mai 2020,                                | En cours (au 23 mai 2020) | Benoît Guiost                             | DVD       | Expert en sécurité ferroviaire                                                         |

## Population et société

### Démographie

#### Évolution démographique
L'évolution du nombre d'habitants est connue à travers les recensements de la population effectués dans la commune depuis 1793. Pour les communes de moins de 10 000 habitants, une enquête de recensement portant sur toute la population est réalisée tous les cinq ans, les populations de référence des années intermédiaires étant quant à elles estimées par interpolation ou extrapolation. Pour la commune, le premier recensement exhaustif entrant dans le cadre du nouveau dispositif a été réalisé en 2008.

En 2022, la commune comptait 2 272 habitants, en évolution de −0,74 % par rapport à 2016 (Nord : +0,51 %, France hors Mayotte : +2,11 %).
| 1793  | 1800  | 1806  | 1821  | 1831  | 1836  | 1841  | 1846  | 1851  |
| ----- | ----- | ----- | ----- | ----- | ----- | ----- | ----- | ----- |
| 2 000 | 2 563 | 2 589 | 2 604 | 2 950 | 2 960 | 2 980 | 3 048 | 3 093 |

| 1856  | 1861  | 1866  | 1872  | 1876  | 1881  | 1886  | 1891  | 1896  |
| ----- | ----- | ----- | ----- | ----- | ----- | ----- | ----- | ----- |
| 3 167 | 3 308 | 3 486 | 3 456 | 3 487 | 3 517 | 3 514 | 3 510 | 3 517 |

| 1901  | 1906  | 1911  | 1921  | 1926  | 1931  | 1936  | 1946  | 1954  |
| ----- | ----- | ----- | ----- | ----- | ----- | ----- | ----- | ----- |
| 3 374 | 3 266 | 3 164 | 2 679 | 2 531 | 2 426 | 2 247 | 2 043 | 2 015 |

| 1962  | 1968  | 1975  | 1982  | 1990  | 1999  | 2006  | 2008  | 2013  |
| ----- | ----- | ----- | ----- | ----- | ----- | ----- | ----- | ----- |
| 2 022 | 1 929 | 1 878 | 1 780 | 2 004 | 2 002 | 2 176 | 2 222 | 2 286 |

| 2018  | 2022  | - | - | - | - | - | - | - |
| ----- | ----- | - | - | - | - | - | - | - |
| 2 312 | 2 272 | - | - | - | - | - | - | - |

#### Pyramide des âges
La population de la commune est relativement jeune.
En 2018, le taux de personnes d'un âge inférieur à 30 ans s'élève à 34,4 %, soit en dessous de la moyenne départementale (39,5 %). À l'inverse, le taux de personnes d'âge supérieur à 60 ans est de 22,8 % la même année, alors qu'il est de 22,5 % au niveau départemental.
En 2018, la commune comptait 1 179 hommes pour 1 133 femmes, soit un taux de 50,99 % d'hommes, largement supérieur au taux départemental (48,23 %).
Les pyramides des âges de la commune et du département s'établissent comme suit.
| Hommes | Classe d’âge | Femmes |
| ------ | ------------ | ------ |
| 0,3    | 90 ou +      | 0,6    |
| 4,8    | 75-89 ans    | 7,9    |
| 15,4   | 60-74 ans    | 16,5   |
| 23,3   | 45-59 ans    | 21,7   |
| 19,4   | 30-44 ans    | 21,2   |
| 16,5   | 15-29 ans    | 13,5   |
| 20,2   | 0-14 ans     | 18,5   |

| Hommes | Classe d’âge | Femmes |
| ------ | ------------ | ------ |
| 0,5    | 90 ou +      | 1,4    |
| 5,3    | 75-89 ans    | 8,1    |
| 14,8   | 60-74 ans    | 16,2   |
| 19,1   | 45-59 ans    | 18,4   |
| 19,5   | 30-44 ans    | 18,7   |
| 20,7   | 15-29 ans    | 19,1   |
| 20,2   | 0-14 ans     | 18     |

### Vie associative

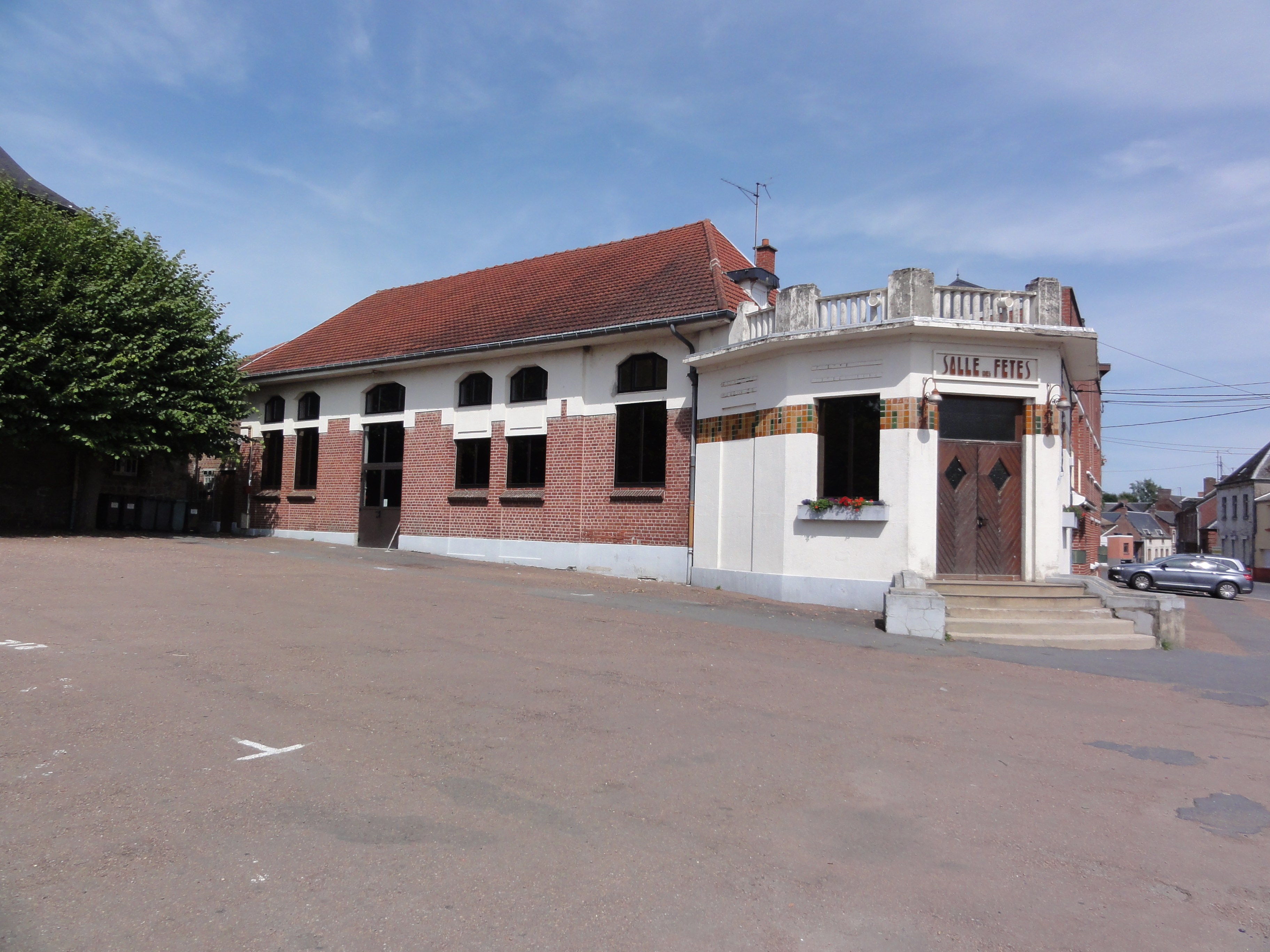
La Salle des fêtes.

Gommegnies possède deux salles communales : la salle des fêtes et la salle de la gare.
Le Comité de Fêtes organise annuellement la Foire de la Licorne, la Brocante Nocturne estivale et les Foulées de la Licorne.
Le Comité des Sports et Loisirs de Gommegnies-Carnoy organise la ducasse annuelle de Carnoy.

### Manifestations culturelles et festivités
La foire de la Licorne rassemble chaque année le 1er dimanche de juin, environ 600 à 700 commerçants et brocanteurs. Cette manifestation est l'occasion offerte aux spécialistes et éleveurs venus de la France entière de participer au concours de race bovine bleue du Nord.
En outre, le VC (Vélo Cub) maubeugois organise le 15 août une course cycliste labellisée Fédération Française de Cyclisme (FFC) de 148 kilomètres (15 tours de 7,79 km) réservée aux licenciés de la catégorie de niveau sportif Elite nationale ainsi qu'à la catégorie d'âge juniors. Il y a à se partager 1 220 € (20 prix) qui sont réglés en fin de saison.
Enfin, le Vélo Cub maubeugois organise en septembre une course cycliste FFC de 100 kilomètres (15 tours de 6,67 km) réservée aux licenciés des catégories de niveaux 2 et 3 ainsi qu'à la catégorie d'âge juniors.

## Économie
Le bourg de ce village comprend plusieurs commerces de proximité.

## Culture locale et patrimoine

### Architecture rurale
Le village était, jusqu'au milieu du XIXe siècle, producteur de fruits (pommes, poires et prunes issues de vergers haute tige) et de produits laitiers. L'architecture rurale ancienne traduit ces spécificités. Les anciennes fermes sont souvent en "L", caractéristique locale de la production laitière. Les bâtiments anciens sont construits principalement en briques, avec un mortier à base de chaux hydraulique. La pierre bleue est utilisée pour rehausser les ouvertures, les pas de portes et réaliser les chainages des bâtiments.
Certains bâtiments disposent aussi d'un assise formée de petits blocs cubiques en grès, semblables à des pavés. Certains pignons surélevés trahissent encore quelques anciennes chaumières, dont les toits en chaume ont été remplacés par des tuiles durant le XIXe et le début du XXe siècle.
Il existait plusieurs moulins à vent (en bois à pivot fixe et à ailes flamandes) et à eau à Gommegnies, ces moulins au disparu entre la seconde moitié du XIXe, et le début du XXe.

### Lieux et monuments
- L'église Notre-Dame-de-l'Assomption à Gommegnies (XVIe siècle)
- L'église Saint-Joseph à Carnoy.
- Le château de Carnoy, maison de campagne de Mr Hennion
- Le château de Gommegnies
- Demeure du baron de l'épine[45]
- Nombreux chapelles et oratoires, dont la chapelle Notre-Dame-des-Affligés de 1756, et trois calvaires, dont le calvaire du Chêne des loups[46].
- La forêt de Mormal.

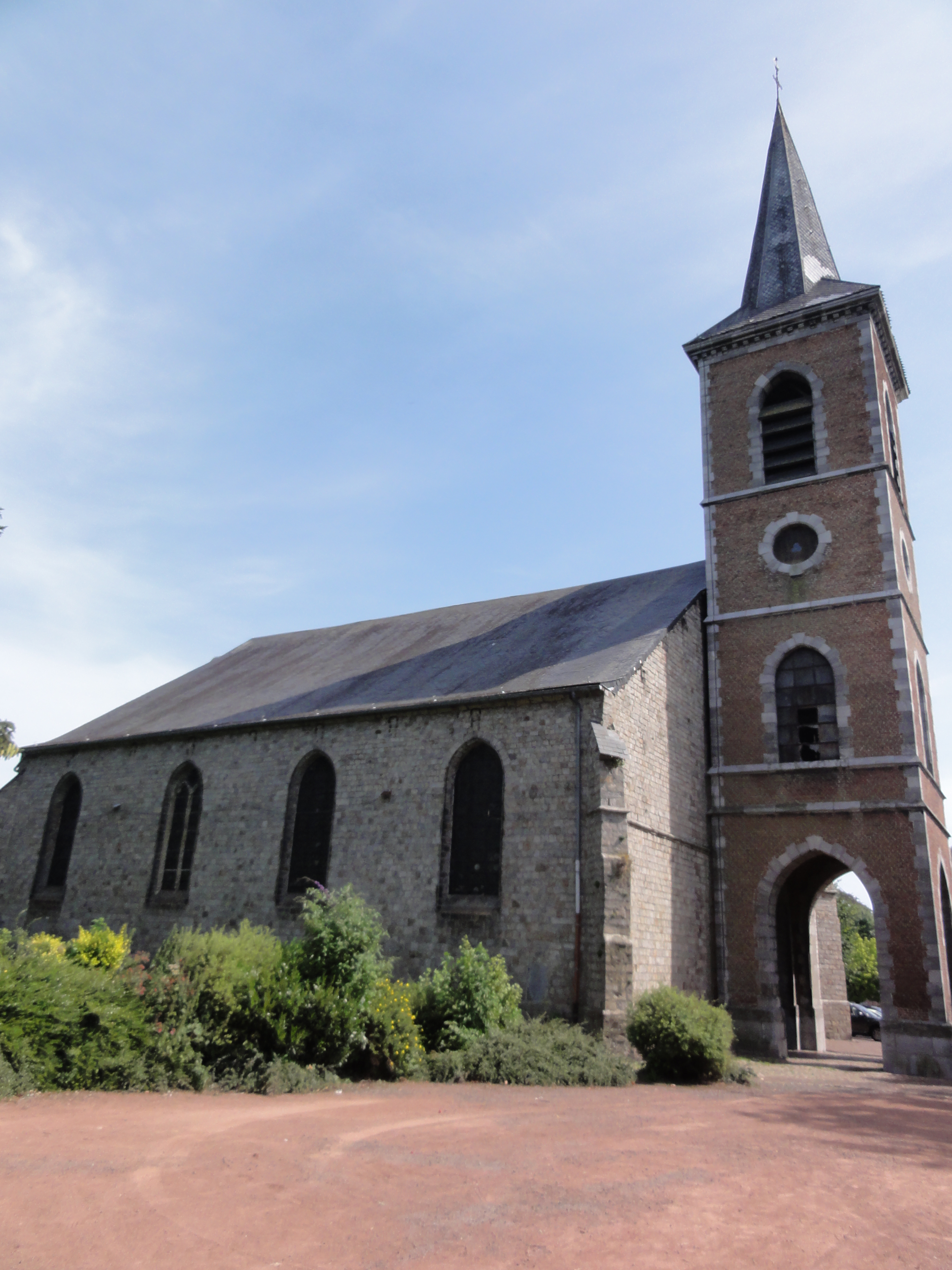
Église Notre-Dame de l'Assomption à Gommegnies.
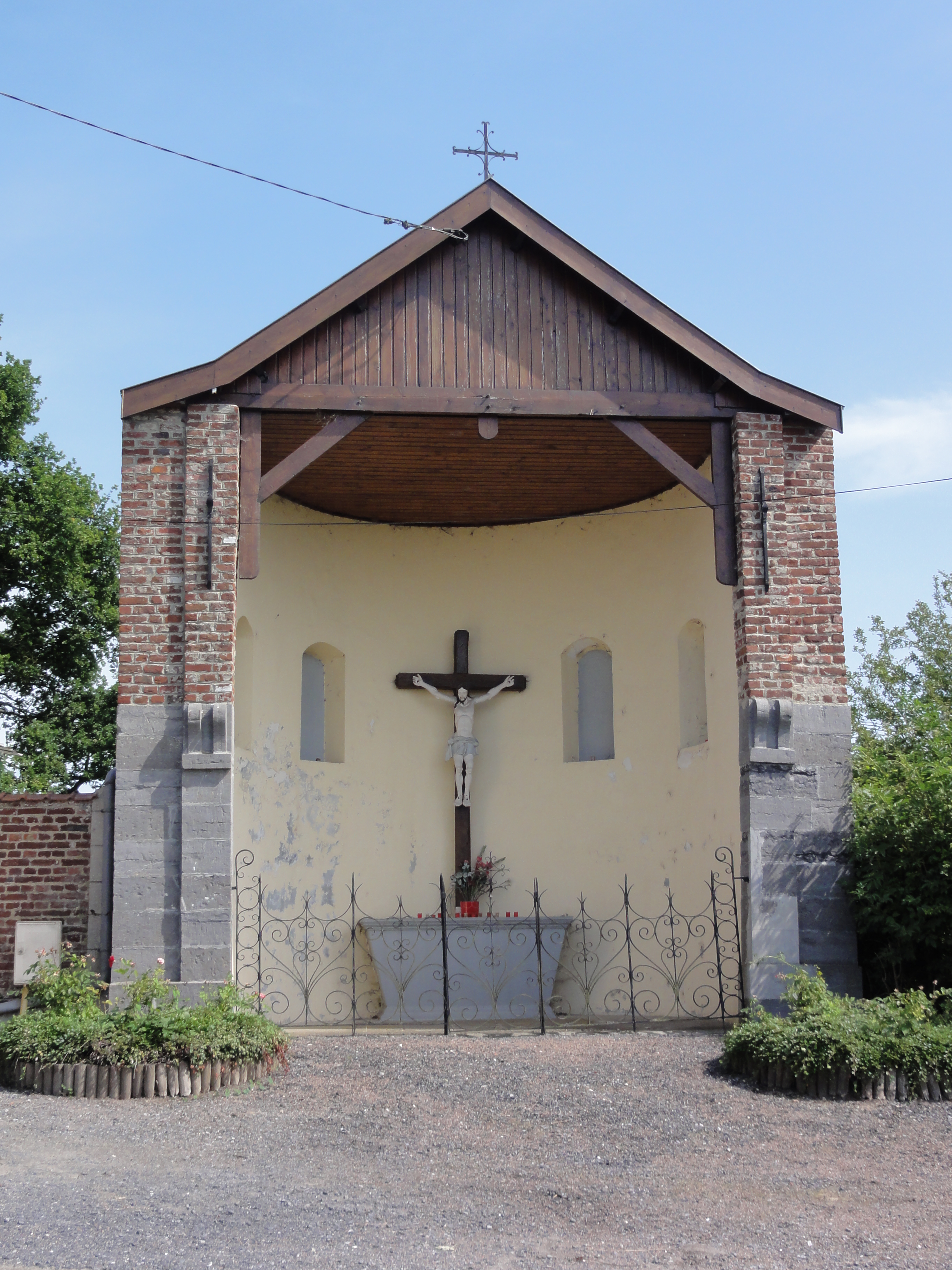
Calvaire du Chêne des loups.

### Personnalités liées à la commune
- Michel René Bouchain, professeur et écrivain régionaliste
- Célestin Hennion, préfet de Police et créateur des Brigades du Tigre
- René Jouglet, écrivain et critique littéraire
- MattRach (Mathieu Rachmajda), guitariste français

### Héraldique
| Blason de Gommegnies | Blason  | De gueules à une licorne assise d'argent ; au chef ondé cousu* d'azur chargé de deux clés d'or passées en sautoir adextrées d'un maillet du même et senestrées d'une gerbe de blé d'or liée de gueules. DeviseTaire ou bien dire |
| Blason de Gommegnies | Détails | * Ces armes emploient le terme « cousu » dans le seul but de contrevenir à la règle de contrariété des couleurs : elles sont fautives. Reprend la licorne qui figurait sur l'ancien blason utilisé par la commune, reprise des armes de la famille de Franeau d'Hyon, anciens seigneurs locaux et qui ferait référence à la licorne des armes de Grande-Bretagne et à un supposé cousinage. Fut ajouté un chef ondé évoquant les nombreux ruisseaux arrosant la commune. La gerbe de blé est pour le travail agricole. Le maillet rappelle le travail des sabotiers, très présents jusqu'à la première moitié du XXe siècle à Gommegnies. Enfin, les clefs ont une double symbolique : attributs de saint Pierre puisqu'il existe deux églises à Gommegnies avec celle de Carnoy, et celles de l'autorité et de l'inventivité, ici celles de Célestin Hennion, qui fut maire et préfet mais aussi créateur des Brigades du Tigre. Le statut officiel du blason reste à déterminer. |
| Blason de Gommegnies | Alias   | De gueules à la fasce d'or, accompagnée en chef d'une divise vivrée du même. Blason donné par Théodore Leuridan dans son Armorial des communes du département du Nord de 1909. |

## Pour approfondir